# Lang Bingyu
Lang Bingyu (chinesisch 郎兵宇, Pinyin Láng Bīngyǔ; * 16. Oktober 1981) ist ein ehemaliger chinesischer Eishockeyspieler, der zuletzt bis 2015 bei der Mannschaft aus Qiqihar in der chinesischen Eishockeyliga spielte.

## Karriere

### National
Lang Bingyu begann seine Karriere in der Mannschaft aus Qiqihar, mit der er 2004 chinesischer Landesmeister wurde. Ab 2004 spielte er mit der Mannschaft, die sich in der Saison 2006/07 Changchun Fu'ao nannte, in der Asia League Ice Hockey. Nachdem sich das Team 2007 mit der Mannschaft Hosa zusammenschloss, spielte er fortan für das Fusionsprodukt China Sharks, das seit 2009 als China Dragon antritt. Nachdem er 2010/11 wieder eine Spielzeit für Qiqihar in der chinesischen Liga gespielt hatte, kehrte er für ein Jahr zu den China Dragons zurück. Ab 2012 spielte er erneut in Qiqihar und konnte mit dem Team 2013 seinen zweiten chinesischen Meistertitel erringen. Ende 2015 wurde er lebenslang gesperrt, weil er im Spiel gegen die Mannschaft aus Chengde seinen Gegenspieler Huang Peng durch einen absichtlichen Stoß mit dem Stock in dessen Gesicht so schwer verletzte, dass dieser drei Zähne verlor und mit 42 Stichen in der Wange genäht werden musste.

### International
Für China stand Lang Bingyu im Aufgebot bei den Weltmeisterschaften der Division II 2003, 2004, 2008, 2009, 2010 und 2011. Bei der Weltmeisterschaft 2007 vertrat er seine Farben in der Division I. Zudem nahm er am Qualifikationsturnier für die Olympischen Winterspiele in Turin 2006 teil.

## Erfolge und Auszeichnungen
- 2004 Chinesischer Meister mit der Mannschaft aus Qiqihar
- 2013 Chinesischer Meister mit der Mannschaft aus Qiqihar

## Asia-League-Statistik
(Stand: Ende der Saison 2011/12)